# Makao
Posebna upravna regija Makao (tradicionalni kineski: 澳門特別行政區, pinyin: Àomén Tèbié Xíngzhèngqū) [na mandarinskomⓘ, na kantonskomⓘ] ; portugalski: Região Administrativa Especial de Macau [na portugalskomⓘ], skraćeni oblik: RAEM), poznat i pod nazivima Macau ili Macao (tradicionalni kineski:澳門, ili neslužbeno 馬交, maa-gau) je jedna od dvije Posebne upravne regije (PUR) Narodne Republike Kine, zajedno s Hong Kongom.
Teritorij na kojem živi više od pola milijuna stanovnika sastoji od poluotoka i dva otoka. Makao je u svijetu posebno poznat po turizmu i kockanju, kao i po razvijenoj tekstilnoj i elektroničkoj industriji, te bankarstvu. Makaom je upravljao Portugal sve do 1999. godine, kada je nadležnost prepuštena Kini. Ovo je bila najstarija europska kolonija u Kini. Unutar NR Kine, Makao uživa veliku autonomiju koja je zajamčena po principu „jedna država, dva sustava”.

## Etimologija
Smatra se da ime „Makao” tj. Macau (portugalski izgovor po IPA: [mɐ.'kaw]) dolazi od imena hrama A-Ma (Templo de A-Má, 媽閣廟, kantonski jyutping: Maa1 Gok3 Miu6, lokalni izgovor: Maa5 Gok3 Miu6 ili Maa5 Gok3 Miu5) koji je izgrađen 1448. i posvećen božici moreplovaca i ribara. Nekoliko stotina godina nakon izgradnje hrama došli su Portugalci i upitali lokalno stanovništvo za ime mjesta, na što su oni odgovorili da se mjesto zove Zaljev A-Ma (A-Ma-Gao). Poluotok je tako i nazvan, a naziv Amagao je u moderni jezik ušao kao Macau.

## Zemljopis
Makao se nalazi 60 kilometara jugozapadno od Hong Konga i 145 kilometara od Kantona. Sastoji se od poluotoka, i otoka Taipa i Coloane. Poluotok oblikuje estuarij Biserne rijeke na istoku i Zapadna rijeka na zapadu. Graniči s Posebnom ekonomskom zonom Zhūhǎi u kontinentalnoj Kini. Poluotok Makao je izvorno bio otok, ali su se s vremenom kopnene mase spojile uskom prevlakom. U 17. stoljeću je ljudskim djelovanjem Makao pretvoren u poluotok. Zbog guste urbane infrastrukture u Makau ne postoje obradive površine, pašnjaci ili šume. Zbog ove činjenice ljudi na Makau su uvijek gledali na more kao sredstvo preživljavanja.
U Makau vlada vlažna podtropska klima na koju sezonski utječu monsuni, te stoga postoji znatna razlika između ljetnih i zimskih temperatura. Prosječna godišnja temperatura u Makau je 22.3 °C. Srpanj je najtopliji mjesec u godini, s mjesečnim prosjekom od 28.6 °C, a dnevne temperature su obično iznad 30 °C. Najhladniji mjesec u godini je siječanj, s prosjekom od 14.5 °C, a povremene temperatura padne i ispod 10 °C. Zato što se nalazi u obalnom području na jugu Kine, padaline su obilne, s godišnjim prosjekom od 2,030 milimetara. Zime su međutim suhe, zbog monsuna iz kontinentalne Kine. Vlažnost je visoka i prosječno varira između 75% i 90%.
| Najviše i najniže godišnje prosječne temperature i ukupne padaline u Makau |            |            |            |             |              |              |              |              |             |             |            |            |
| Mjesec                                                                     | Siječanj   | Veljača    | Ožujak     | Travanj     | Svibanj      | Lipanj       | Srpanj       | Kolovoz      | Rujan       | Listopad    | Studeni    | Prosinac   |
| Pros. najviša temp. °C (°F)                                                | 18 (65)    | 18 (65)    | 21 (71)    | 24 (75)     | 28 (82)      | 31 (88)      | 32 (90)      | 32 (90)      | 30 (86)     | 28 (82)     | 24 (75)    | 19 (67)    |
| Pros. najniža temp. °C (°F)                                                | 13 (55)    | 13 (55)    | 16 (61)    | 20 (69)     | 24 (75)      | 26 (79)      | 27 (80)      | 27 (80)      | 26 (79)     | 23 (73)     | 18 (65)    | 14 (57)    |
| Ukupne padaline u mm (inči)                                                | 32.4 (1.3) | 58.8 (2.3) | 82.5 (3.2) | 217.4 (8.5) | 361.9 (14.2) | 339.7 (13.3) | 289.8 (11.4) | 351.6 (13.8) | 194.1 (7.6) | 116.9 (4.6) | 42.6 (1.7) | 35.2 (1.4) |

## Povijest

### Ranije razdoblje
Tragovi ljudske prisutnosti na poluotoku Makau stari su do 6 000 godina, a prvi tragovi kineske kulture stari su od 4 000 do 6 000 godina. U carsko vrijeme, ovo je područje u određenim vremenskim razdobljima bilo pod upravom raznih dinastija. Od 5. stoljeća, trgovački brodovi su koristili ovo područje za opskrbu vodom i hranom.
Prvi zabilježeni stanovnici ovog područja bili su pripadnici dinastije Sung koji su se zajedno s oko 50 000 sljedbenika sklonili u ovo područje, bježeći od mongolske invazije 1277. godine.
Južnominci su prvi počeli trgovati u Makau s južnim pokrajinama. Tijekom dinastije Ming, mnogi ribari iz Guangdonga i Fudžijana preselili su se u ovo područje, gdje su izgradili hram A-Ma u kojem su se molili za zaštitu na moru.

### Od 16. do 19. stoljeća
Portugalci su na ovom području Kine prisutni od početka 16. stoljeća, a 1535., dobili su pravo trgovanja i sidrenja u Makau. Između 1552. i 1553., Portugalci su dobili dozvolu za osnivanje naselja na tom području kao nagradu za borbu protiv gusarstva, te kako bi služili kao trgovački posrednici između Kine, Japana i Europe. Od 1557. u Makau se nalazi trajno portugalsko naselje. Osnivanjem prvih crkvenih ustanova, 1580. godine papa Grgur XIII. šalje 13 biskupa u Makao. Područje Makaa je zbog luke stalno napredovalo, te su ga zbog toga u 17. stoljeću nekoliko puta htjeli osvojiti Nizozemci.
Nakon Opijumskih ratova (1839. – 1842.), Portugal je 1851. i 1864. okupirao otoke Taipa i Coloane. 1887. godine, Portugal i dinastija Ćing potpisali su Lisabonski sporazum i Pekinški dogovor, kojima Kina dopušta Portugalu vječnu okupaciju i upravu Makaom. Ovim sporazumima Portugal je ostao obvezan tražiti dopuštenje Kine prije nego ustupi Makao nekoj drugoj zemlji.

### 20. stoljeće
1928. godine, Kuomintangova vlada i portugalska vlada sklopili su, ne bitno drugačiji, Kinesko-portugalski dogovor o prijateljstvu i trgovini. Ovim dogovorom status Makaa ostao je nepromijenjen. 1938. godine, Portugalci su okupirali i otok Hengqin, koji je danas dio Kine.
1966. godine, zbog portugalskog odbijanja davanja dozvole za privatnu školu na Taipi, izbili su prosvjedi, te su prosvjednici upali u guvernerovu palaču i srušili spomenik pukovniku Vicentu Nicolau de Mesquiti. Pobunu su ugušili portugalski vojnici koji su bili u Makau na odmoru i policija. Ubijeno je 11 osoba, a oko 200 je ozlijeđeno. 29. siječnja 1967. godine, portugalska vlada u Makau objavila je javnu ispriku, čime je započelo demokratičnije razdoblje.
Nakon karanfilske revolucije u Portugalu 1974. godine, na vlast je došla vlada koja je željela dekolonizirati sve prekomorske posjede. NR Kina nije bila spremna odmah preuzeti vlast nad Makaom, te je zatražila od Portugala da nastavi svoju upravu. 1976. godine, u Lisabonu je Makao definiran kao kineski teritorij pod portugalskom upravom, te mu je odobrena velika upravna, financijska i gospodarska autonomija.
Pregovori između kineske i portugalske vlade o statusu Makaa počeli su u lipnju 1986. godine. 1987. godine, potpisana je kinesko-portugalska deklaracija, kojom će Makao postati posebna upravna regija Kine. 1998. godine, kineski (kantonski) je proglašen službenim jezikom uz portugalski. Kineska vlada je preuzela suverenitet nad Makaom 20. prosinca 1999. godine, čime je završena 329 godina dugo razdoblje portugalske vlasti nad tim teritorijem.

## Politika
Od prebacivanja suvereniteta NR Kini što se dogodio 20. prosinca 1999., status Makaa definira zajednička kinesko-portugalska deklaracija i makaoski ustav kojeg je prihvatio kineski kongres 1993. godine. Ovi dokumenti jamče da se društveni i gospodarski sustav, te prava i slobode u Makau neće mijenjati idućih 50 godina.
Po principu „jedna država, dva sustava”, kojeg naglašava makaoski ustav, Makau je zagarantirana velika autonomija u svim područjima, osim u obrani i međunarodnim odnosima. Makao je zadržao svoju valutu, carinsko područje, kontrolu granice i imigracije, te policiju.
Na čelu Makaa nalazi se glavni izvršitelj (Chefe do Executivo) kojeg izabire kineska vlada. Kabinet izvršitelja čini pet tajnika. Savjetuje ga posebna skupština od 7 do 11 članova. Zakonodavni organ teritorija je zakonodavna skupština koju čini 29 zastupnika, od kojih se 12 izravno bira, 10 izabiru posebne interesne skupine, a 7 imenuje glavni izvršitelj. Ovo tijelo osim zakonodavne funkcije ima i mogućnost protivljenja odlukama glavnog izvršitelja.
Mogućnost glasovanja na izborima imaju svi stalni stanovnici iznad 18 godina. Pravni sustav koji se po dogovoru ne smije mijenjati do 2049. godine, većinom je zasnovan na portugalskom pravnom sustavu. Makao ima vlastitu samostalnu sudbenu vlast s vrhovnim sudom. Glavnog tužitelja predlaže glavni izvršitelj, a imenuje ga kineska vlada. Po kaznenom zakonu u Makau ne postoji smrtna kazna, kao ni kazna doživotnog zatvora.

### Upravna podjela
Makao je prije bio podijeljen u dvije općine i sedam župa. Svakom općinom upravljalo je općinsko vijeće (câmara municipal), zajedno s nadgledajućom općinskom skupštinom (assembleia municipal). Ulaskom Makaa u sastav Kine, ukinute su općine, a župe su lišene upravnih funkcija. Umjesto njih stvoreno je novo upravno tijelo, Ured za građanske i općinske poslove (portugalski: Instituto para os Assuntos Cívicos e Municipais) koji se nalazi pod Tajništvom za upravu i pravdu (Secretaria da Administração e Justiça) vlade PUR-e. Župe su i danas službeno, iako simbolički priznate.
Općina Makao:
- Župa Naše Gospe Fatimske (Freguesia de Nossa Senhora de Fátima, 花地瑪堂區)
- Župa sv. Ante (Freguesia de Santo António, 聖安多尼堂區 or 花王堂區)
- Župa sv. Lazara (Freguesia de São Lazaro, 望德堂區)
- Župa katedrale (Freguesia da Sé, 大堂區)
- Župa sv. Lovre (Freguesia de São Lourenço, 風順堂區 or 聖老愣佐堂區)

Općina otokâ:
- Župa Naše Gospe Karmelske (Freguesia de Nossa Senhora do Carmo, 嘉模堂區), odgovara području otoka Taipa
- Župa sv. Franje Ksaverskog (Freguesia de São Francisco Xavier, 聖方濟各堂區), odgovara području otoka Coloane

Cotai, umjetno kopneno područje između otokâ Taipa i Coloane, nije dodijeljeno ni jednoj župi.

## Gospodarstvo
Gospodarstvo Makaa većinom se zasniva na turizmu, koji se najviše oslanja na kockanje. Budući da Makao ima relativno mali broj stanovnika i ograničene resurse, vlada Makaa vodi politiku bliske suradnje s regijom delte Biserne rijeke i susjednom pokrajinom Guangdong, te razvija poslovne veze s ostatkom svijeta. Ostale važne gospodarske aktivnosti su izvoz tekstila i proizvodnja odjeće, bankarstvo i ostale financijske usluge. Industrija odjeće čini oko tri četvrtine izvoza, a kockanje, turizam i ugostiteljstvo stvaraju više od 50% BDP-a i 70% prihoda vlade. Makao je jedan od osnivača WTO-a i ima predstavnički ured u Ženevi. Makao održava gospodarske veze s više od 120 zemalja, te pogotovo sa zemljama Europske unije i CPLP-a. Prosječna stopa rasta gospodarstva između 2001. i 2006. bila je oko 13.1% godišnje, a samo u zadnja dva kvartala 2006. godine, BDP je narastao za 22.05%. Stopa nezaposlenosti bila je 3.5%.
2000. godine Makao je posjetilo 9.1 milijuna turista, a taj broj je do 2006. godine narastao na 21.98 milijuna, te se očekuje daljnji rast. Više od 50% posjetitelja su iz kontinentalne Kine. Također su česti i posjetitelji iz Hong Konga koji čine 30% dolazaka. Još od 1850. godine, kockanje je bilo važan izvor prihoda Makaa. U 1960-im kockanje je činilo 50% službenih prihoda. Od 1962. kockanjem upravlja Sociedade de Turismo e Diversões de Macau koje ima monopolsku dozvolu. Otvaranjem Sands Macau, najvećeg svjetskog kasina po broju stolova i Wynn Macau kasina, 2006. godine prihodi od kockanja u Makau su po prvi puta bili veći od prihoda Las Vegasa. To trenutno čini Makao najvećim svjetskim kockarskim središtem.
Makao je jedan od svjetski poznatih prekomorskih (offshore) financijskih središta, te porezni raj. Među najutjecajnijim bankama su Banco Nacional Ultramarino, Bank of China, Seng Heng banka i Tai Fung banka, a postoji i veliki broj stranih banaka. Makao je slobodna luka s niskim porezima.

## Kultura
Zbog miješanja kineskih i portugalskih kulturnih i religijskih običaja, u Makau postoji veliki broj jedinstvenih praznika, festivala i događaja. Najveći godišnji turnir je utrka Formule 3 u studenom, kada se ulice na poluotoku Makao pretvaraju u trkalište. Drugi važni poznati događaji uključuju Makaoski festival umjetnosti u ožujku, međunarodno natjecanje u vatrometu u rujnu, Međunarodni glazbeni festival u listopadu ili studenom, te Makaoski međunarodni maraton u prosincu.
Kineska nova godina je državni praznik i slavi se svake godine krajem siječnja ili početkom veljače. U veljači se održava i proslava boga Tou Tei u hramu Pou Tai Un. Pasija, poznati katolički običaj prikazivanja Kristove muke se također održava u veljači. U hramu A-Ma, u kojem se slavi božica morepolovaca i ribara, slavlje je u travnju tijekom A-Ma festivala. Tijekom svibnja održavaju se festivali zmajeva, te budistička i taoistička slavlja. Praktički svi festivali završavaju zimskim solsticijem u prosincu.

### Znamenitosti
Povijesno središte Makaa (kineski: 澳門歷史城區, portugalski: O Centro Histórico de Macau) je skupina od preko dvadeset lokaliteta koji svjedoče o jedinstvenoj asimilaciji i koegzistenciji kineske i portugalske kulture u gradu Makau, bivšoj portugalskoj koloniji. Zbog toga su oni upisani na UNESCO-ov popis mjesta svjetske baštine u Aziji i Oceaniji 2005. godine jer „njegove povijesne ulice, stambene, vjerske i javno-društvene zgrade svjedoče o jedinstvenim estetskim, kulturnim, arhitektonskim i tehnološkim utjecajima s istoka i zapada", i " ... predstavljaju najdugotrajnije svjedočanstvo dodira Kine sa zapadom kroz živu međunarodnu trgovinu”.

## Stanovništvo
| Godina | Stanovništvo |
| ------ | ------------ |
| 1993.  | 390,000      |
| 1994.  | 403,600      |
| 1995.  | 415,000      |
| 1996.  | 415,200      |
| 1997.  | 419,400      |
| 1998.  | 425,200      |
| 1999.  | 429,600      |
| 2000.  | 431,500      |
| 2001.  | 436,700      |
| 2002.  | 441,600      |
| 2003.  | 427,500      |
| 2004.  | 465,300      |
| 2005.  | 488,100      |
| 2006.  | 508,500      |

Makao je jedno od najgušće naseljenih područja na svijetu. 95% stanovništva čine Kinezi, većinom Kantonci, Fudžijanci, te Hakka, Šangajci i Kinezi iz dijaspore. Ostatak stanovništva čine potomci Portugalaca, te nekoliko tisuća Filipinaca i Tajlanđana. Budući da je stopa nataliteta među najnižima na svijetu, rast broja stanovnika događa se skoro isključivo zbog imigracije Kineza iz kontinentalne Kine i radnika iz prekomorskih zemalja. Prema istraživanjima, stanovnici Makaa su u samo vrhu popisa država po očekivanoj dužini života. Među stanovništvom vlada veliki jaz između bogatih i siromašnih, te vlada pokušava provesti bolju politiku raspodjele gospodarskih resursa. U sklopu ove politike smanjena su administrativna davanja i smanjeni porezi kako bi se poboljšalo financijsko stanje siromašnih skupina. Stanovnici Makaa sa stalnim boravištem po državljanstvu se smatraju Kinezima. Dvostruko državljanstvo nije priznato, ali se strane putovnice slobodno mogu koristiti kao putne isprave.

### Jezici
Službeni jezici Makaa su portugalski i kineski (kantonski), a još koriste i mandarinski, engleski, južnominski, tagalog, tajlandski i drugi. Makanski jezik, poznat pod nazivom Patuá je kreolski jezik kojeg još govori nekolicina Makanaca, pripadnici etničke skupine s miješanim azijskim i portugalskim korijenima koji čine oko dva posto stanovništva Makaa.

### Religija
Kao i u većini drugih kineskih zajednica, većina stanovništva Makaa vjeruje ili poštuje narodna kineska vjerovanja, što uključuje konfucionizam, taoizam, budizam i narodne bogove i božice. U Makau postoji između 40 i 50 hramova raznih veličine, od kojih je većina izgrađena prije jednog stoljeća, a neki su stari i više od 500 godina. U nekim hramovima mogu se naći elementi iz više kineskih religija. Najslavniji hramovi su Kun Iam, A-Ma, te Lotusov hram koji je izgrađen 1592. godine.
Razvojem trgovine, u Makau se javlja i kršćanstvo kojeg su širili jezuitski misionari. Makaoska katolička biskupija osnovana je 23. siječnja 1576. godine. Katolici čine oko pet posto stanovništva Makaa. Makao je bio i prva stanica za protestantske misionare u Kini. Sljedbenika islama i bahaizma sveukupno ima oko tisuću.

## Zbratimljeni gradovi
- - Općina Makao
    -  Lisabon,   Portugal
    -  Porto,   Portugal
    -  Bruxelles,   Belgija (sporazum o prijateljstvu)
    -  São Paulo,   Brazil
    -  Danang,  Vijetnam (sporazum o prijateljstvu)
    -  Luanda, Angola (sporazum o prijateljstvu)

  - Općina otokâ
    -  Coimbra,   Portugal
    -  Linköping,   Švedska

## Poznate osobe
- Ivan Ureman (Vreman),  hrvatski isusovac, misionar, matematičar, astronom

## Vanjske poveznice
- (kin.)(port.)(engl.)Vladin informativni ured
- (kin.)(port.)(engl.)Vladin tiskarski ured
- (kin.)(port.)(engl.)Vladin portal
- (kin.)(port.)(engl.)Ured za kulturu
- (kin.)(port.)(engl.)(fr.)(njem.)Službeni turistički ured
- (kin.)(port.)(engl.)MacauHub Informativni poslovni portal